# Megascops koepckeae
La lechuza de Koepcke o autillo de Koepcke (Megascops koepckeae) es una especie de ave estrigiforme de la familia Strigidae. Vive en bosques montanos húmedos de Bolivia y Perú. Su nombre conmemora a María Koepcke una ornitóloga alemana nacionalizada peruana.